# Baardwaaierstaart
De baardwaaierstaart (Tychaedon barbata) is een zangvogel uit de familie Muscicapidae (vliegenvangers).

## Verspreiding en leefgebied
Deze soort komt voor van Angola en zuidelijk Congo-Kinshasa tot westelijk Tanzania, Malawi en zuidelijk Zambia.

## Status
De grootte van de populatie is niet gekwantificeerd maar de soort wordt omschreven als algemeen tot zeer algemeen. Op de Rode lijst van de IUCN heeft deze soort de status niet bedreigd.